# Paula (chip)

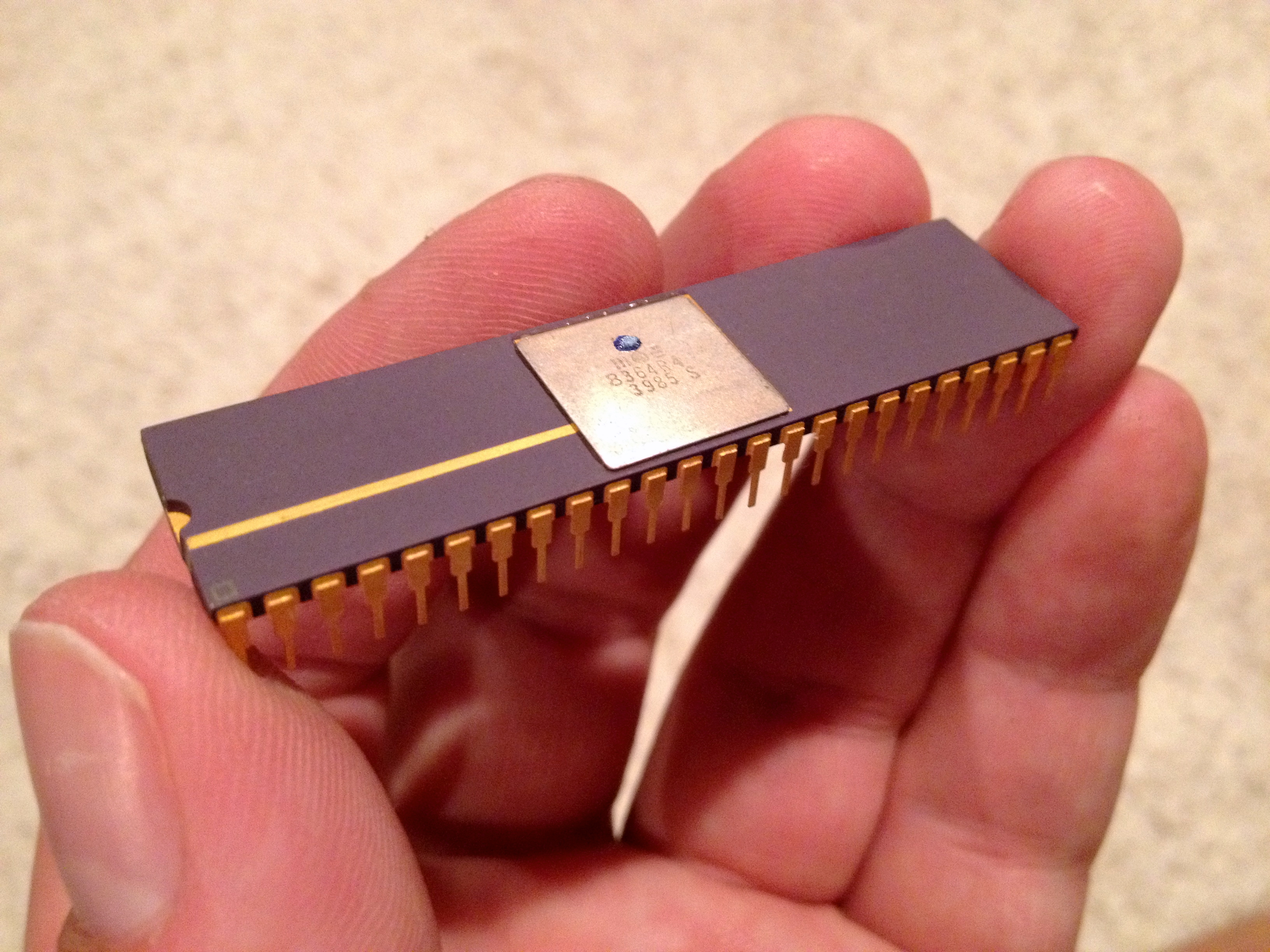
Un esemplare di Paula (modello MOS 8364R4) tenuto in mano.

Il Paula è una famiglia di microchip progettata dalla Commodore-Amiga, Inc. (in seguito sviluppata dalla Commodore Business Machines, Inc.) e fabbricata dalla Commodore Semiconductor Group. Un esemplare di Paula è sempre presente nei chipset Amiga Original Chip Set e Enhanced Chip Set. È sempre presente perché è uno dei tre principali chip che li compongono (gli altri due principali chip sono Agnus e Denise). Paula è stato montato esclusivamente in vari modelli di personal computer Amiga e in un modello di riproduttore CD della Commodore Business Machines, Inc..

## Origine del nome
Paula invece prese il nome della ragazza del progettista del chip.

## Descrizione
Il chip Paula è usato principalmente per produrre segnali audio. Il chip fornisce 4 canali audio PCM a 8 bit in DMA. Due dei canali sonori sono miscelati nel canale audio sinistro, gli altri due nel destro. Il solo formato supportato per i campioni è lineare ad 8 bit in complemento a due. Ogni canale audio ha volume e frequenza di campionamento indipendenti. Internamente, l'hardware audio è implementato come quattro macchine a stati, con otto stati ciascuna.
È anche possibile usare uno dei canali di ogni coppia per modulare il periodo o l'ampiezza dell'altro. Questa caratteristica è stata usata raramente nell'Amiga, ma poteva essere usata per simulare gli effetti tremolo e vibrato.
Con alcuni trucchi di programmazione è possibile riprodurre audio a 14 bit, combinando due canali i cui volumi siano stati opportunamente settati. Si possono così ottenere due canali di 14 bit invece di 4 canali ad 8 bit.
In uno schermo normale, NTSC o PAL, la riproduzione dell'audio è limitata ad una frequenza massima di campionamento di 28867 Hz, per via della quantità di dati che possono essere letti dalla memoria nel tempo riservato a Paula. Come spiegato nella parte dedicata ad Agnus, gli accessi in memoria sono prioritizzati e solo alcuni degli slot per gli accessi in memoria sono disponibili per i canali audio di Paula. Questo limite può essere superato nell'Enhanced Chip Set usando un modo video con una frequenza più alta, o usando direttamente la CPU per pilotare l'uscita audio.
L'Amiga contiene un filtro analogico passa-basso (reconstruction filter) esterno a Paula. Si tratta di un filtro passa-basso Butterworth da 12 dB/oct con frequenza di taglio di circa 3.3 KHz. Il filtro può essere applicato solo globalmente a tutti e quattro i canali. Nei modelli successivi all'Amiga 1000, la luminosità del LED di alimentazione venne usata per indicare lo stato del filtro. Il filtro è attivo quando il LED è acceso normalmente; è disattivato quando il LED è acceso debolmente (nei primi modelli di Amiga 500 il LED si spegneva completamente). I modelli precedenti l'Amiga 1200 hanno anche un filtro statico passa-basso costantemente abilitato, indipendentemente dallo stato dell'opzionale "filtro del LED". Questo filtro è un passa-basso da 6 dB/oct con frequenza di taglio a 4,5 KHz o 5 KHz.

### Controller per floppy disk
Il controller del floppy è insolitamente versatile. Può leggere e scrivere dati usando le codifiche MFM o GCR, in qualsiasi formato, tramite I/O programmato o DMA. Supporta anche alcune caratteristiche comode, come il sync-on-word (nella codifica MFM, si usa di solito $4489 come parola di sincronizzazione). La codifica e la decodifica MFM vengono di solito fatte con il blitter - in un passo per la decodifica, in tre passi per la codifica. Normalmente le tracce vengono scritte interamente con un'unica operazione, invece che settore per settore.
Oltre al formato nativo dei dischi da 3,5 pollici da 880 KiB, il controller può gestire  molti altri formati, come:
- IBM PC
- Apple II
- Mac 800 kB (con un Mac drive)
- AMAX Mac emulator (Un floppy speciale con soli 200 KB, per scambiare dati tra Amiga e Macintosh, che poteva essere formattato su un Amiga, e letto e scritto dalle unità floppy di entrambi i sistemi)
- Commodore 1541 (richiede un drive da 5,25 pollici rallentato a 280 giri/min)
- Floppy da 3,5 pollici per C64 e C128 formattati da un Commodore 1581

### Porta seriale
La porta seriale è rudimentale: supporta solo l'I/O programmato ed è priva di buffer FIFO. Caratteristica positiva: è possibile selezionare virtualmente qualsiasi velocità di trasmissione, incluse tutte quelle standard, quella dell'interfaccia MIDI, e molte altre non standard.

## Modelli
Nel corso degli anni Paula è stato migliorato. Al primo modello di Paula commercializzato (montato nell'Amiga 1000), il MOS 8364R4, sono seguiti altri modelli. La tabella seguente riporta i modelli di Paula commercializzati. Per ogni modello viene riportata (rispettivamente) la denominazione del modello di Paula, il part number del modello di Paula, il personal computer in cui è stato montato il modello di Paula.
| denominazione | part number | personal computer                 |
| ------------- | ----------- | --------------------------------- |
| MOS 8364R4    | 252127-01   | Amiga 1000                        |
| MOS 8364R7    | 252127-02   | Amiga 3000                        |
| MOS 8364R7PD  | 252127-02   |                                   |
| MOS 8364R7PD  | 391077-01   |                                   |
| MOS 8364R7PL  |             | Amiga 600, Amiga 1200, Amiga 4000 |